# Macronaria
Macronaria – klad obejmujący wszystkie neozauropody bliższe saltazaurowi niż diplodokowi (Sereno 1998). Macronari obejmuje kamarazaury, brachiozaury i tytanozaury. Żyły około 170–66 milionów lat temu.

## Taksonomia
- Macronaria
  - Camarasauromorpha
    - rodzina: kamarazaury (Camarasauridae)
    - Titanosauriformes
      - rodzina: brachiozaury (Brachiosauridae)
      - tytanozaury (Titanosauria)
        - rodzina: andezaury (Andesauridae)
        - rodzina: antarktozaury (Antarctosauridae)
        - rodzina: nemegtozaury (Nemegtosauridae)
        - rodzina: saltazaury (Saltasauridae)
        - rodzina: tytanozaury (Titanosauridae)